# Lake of Tears
Lake of Tears är ett svenskt metalband från Borås. Det är främst känt för att ha använt sig av många olika musikstilar genom sin livstid, allt från doom metal till psykedelisk pop. Emellertid torde all deras musik ha förmedling av sorg som gemensam nämnare. Bandet splittrades 1999, för att senare återförenas 2003. Anledning till återföreningen, enligt medlemmarna själva, var att inspirationen till att fortsätta uppenbarade sig i samband med inspelningen av The Neonai, sista skivsläppet för att avsluta deras dåvarande kontrakt.

## Medlemmar
Nuvarande medlemmar
- Daniel Brennare – sång, gitarr (1992–2000, 2002– )

Tidigare medlemmar
- Jonas Eriksson – gitarr (1992–1997)
- Ulrik Lindblom – gitarr (1997–1999)
- Christian Saarinen – keyboard (1999–2000)
- Magnus Sahlgren – gitarr (2004–2009)
- Mikael Åke Larsson – basgitarr (1992–2000, 2002–2015)
- Johan Oudhuis – trummor (1992–2000, 2002–2017)
- Fredrik Jordanius – gitarr (2008–2015)

Turnerande medlemmar
- Bo Pettersson – gitarr
- Christian Saarinen – keyboard (?–1999)

## Diskografi
Demo
- Demo 1 '93 (1993)

Studioalbum
- Greater Art (1994)
- Headstones (1995)
- A Crimson Cosmos (1997)
- Forever Autumn (1999)
- The Neonai (2002)
- Black Brick Road (2004)
- Moons And Mushrooms (2007)
- Illwill (2011)
- Ominous (2021)

Livealbum
- By the Black Sea (2014)

EP
- Lady Rosenred (1997)

Singlar
- "Sorcerers" / "Nathalie and the Fireflies" (2002)
- "Wyverns" (2014)

Samlingsalbum
- Metall Empire (2003)
- Greatest Tears Vol. I (2004)
- Greatest Tears Vol. II (2004)